# Верхнечусовское Городковское сельское поселение
Верхнечусовское Городковское се́льское поселе́ние —  бывшее муниципальное образование, входившее в состав Чусовского муниципального района Пермского края Российской Федерации.
Административный центр — посёлок Верхнечусовские Городки.

## История
Статус и границы сельского поселения установлены Законом Пермской области от 1 декабря 2004 года № 1892-414 «Об утверждении границ и о наделении статусом муниципальных образований административной территории города Чусового Пермского края»
Упразднено Законом Пермского края от 25 марта 2019 года и вместе с другими муниципальными образованиями Чусовского муниципального района преобразовано путём их объединения в новое муниципальное образование — Чусовской городской округ.

## Население
| 2010  | 2012  | 2013  | 2014  | 2015  | 2016  | 2017  |
| ----- | ----- | ----- | ----- | ----- | ----- | ----- |
| 2462  | ↘2419 | ↘2346 | ↘2310 | ↘2214 | ↘2161 | ↘2107 |
| 2018  | 2019  |       |       |       |       |       |
| ↘2071 | ↘2013 |       |       |       |       |       |

## Населённые пункты
В состав сельского поселения входили 3 населённых пункта:
| № | Населённый пункт        | Тип     | Население |
| - | ----------------------- | ------- | --------- |
| 1 | Верхнечусовские Городки | посёлок | ↘1841     |
| 2 | Загорье                 | деревня | ↘236      |
| 3 | Комаришка               | деревня | ↗41       |